# Landtagswahl in Kärnten 1984
- SPÖ: 20
- ÖVP: 11
- FPÖ: 5

Die Landtagswahl in Kärnten 1984 fand am 30. September 1984 statt. Dabei konnte die Sozialistische Partei Österreichs (SPÖ) den ersten Platz und die absolute Mandatsmehrheit halten, verlor jedoch Stimmenanteile. Auch die Österreichische Volkspartei (ÖVP) büßte Stimmenanteile ein und verlor ein Mandat an die Freiheitliche Partei Österreichs (FPÖ), die als Wahlgewinner aus der Landtagswahl hervorging. Neben den im Landtag etablierten Parteien kandidierten auch die Kommunistische Partei Österreichs (KPÖ), die Kärntner Einheitsliste und Alternative (KELALK), die Vereinten Grünen Österreichs (VGÖ) und die Grünen (GR), die jedoch alle den Einzug in den Landtag verfehlten. 
1984 waren 385.348 Menschen bei der Landtagswahl stimmberechtigt, wobei dies eine Steigerung der Wahlberechtigten um 18.949 Personen bedeutete. Die Wahlbeteiligung lag 1984 bei 82,96 % und war damit gegenüber 1979 (83,21 %) kaum verändert.

## Gesamtergebnis
|                                                  | Ergebnisse 1984 | Ergebnisse 1984 | Ergebnisse 1984 | Ergebnisse 1979  | Ergebnisse 1979  | Ergebnisse 1979  | Differenzen | Differenzen | Differenzen |  |
| ------------------------------------------------ | --------------- | --------------- | --------------- | ---------------- | ---------------- | ---------------- | ----------- | ----------- | ----------- |  |
|                                                  | Stimmen         | %               | Mand.           | Stimmen          | %                | Mand.            | Stimmen     | %           | Mand.       |  |
| Abgegebene Stimmen                               | 319.685         |                 | 36              | 304.894          |                  | 36               | + 14.791    |             |             |  |
| Ungültig                                         | 4.571           | 1,43 %          |                 | 3.227            | 1,06 %           |                  | + 1.344     | + 0,37 %    |             |  |
| Gültig                                           | 315.114         | 98,57 %         |                 | 301.667          | 98,94 %          |                  | + 13.447    | - 0,37 %    |             |  |
| Partei                                           |                 |                 |                 |                  |                  |                  |             |             |             |  |
| Sozialdemokratische Partei Österreichs (SPÖ)     | 162.756         | 51,65 %         | 20              | 162.739          | 53,95 %          | 20               | + 17        | - 2,30 %    | ± 0         |  |
| Österreichische Volkspartei (ÖVP)                | 89.094          | 28,27 %         | 11              | 96.182           | 31,88 %          | 12               | - 7.088     | - 3,61 %    | - 1         |  |
| Freiheitliche Partei Österreichs (FPÖ)           | 50.321          | 15,97 %         | 5               | 35.332           | 11,71 %          | 4                | + 14.989    | + 4,26 %    | + 1         |  |
| Kärntner Einheitsliste und Alternative (KELALK)1 | 4.710           | 1,49 %          | 0               | 4.279            | 1,42 %           | 0                | + 431       | + 0,07 %    | ± 0         |  |
| Kommunistische Partei Österreichs (KPÖ)          | 2.493           | 0,79 %          | 0               | 3.135            | 1,04 %           | 0                | - 642       | - 0,25 %    | ± 0         |  |
| Vereinte Grüne Österreichs (VGÖ)                 | 3.569           | 1,13 %          | 0               | nicht kandidiert | nicht kandidiert | nicht kandidiert | + 3.569     | + 1,13 %    | ± 0         |  |
| Grüne (GR)                                       | 2.171           | 0,69 %          | 0               | nicht kandidiert | nicht kandidiert | nicht kandidiert | + 2.171     | + 0,69 %    | ± 0         |  |
| Gesamt                                           | 315.114         | 100 %           | 36              | 301.667          | 100 %            | 36               | + 13.447    |             |             |  |

11979 als Kärntner Einheitsliste (KEL) kandidiert